# 1941 (1979.)
1941,  američka je komedija iz 1979. redatelja Stevena Spielberga.

## Radnja
Radnja filma se odigrava oko Božića 1941., neposredno poslije japanskog napada na Pearl Harbor, što je uvuklo SAD u Drugi svjetski rat. Grupa Amerikanaca priprema obranu očekivane japanske invazije na SAD na više ili manje neobičan način.

## Uloge
| Glumac          | Uloga                           |
| --------------- | ------------------------------- |
| Dan Aykroyd     | Sgt. Frank Tree                 |
| Ned Beatty      | Ward Douglas                    |
| John Belushi    | Capt. Wild Bill Kelso           |
| Lorraine Gary   | Joan Douglas                    |
| Bobby Di Cicco  | Wally Stephens                  |
| Murray Hamilton | Claude Crumn                    |
| Christopher Lee | Capt. Wolfgang von Kleinschmidt |
| Tim Matheson    | Capt. Loomis Birkhead           |
| Toshiro Mifune  | Cmdr. Akiro Mitamura            |
| Warren Oates    | Col. 'Madman' Maddox            |
| Robert Stack    | Maj. Gen. Joseph W. Stilwell    |
| Treat Williams  | Cpl. Chuck 'Stretch' Sitarski   |
| Nancy Allen     | Donna Stratton                  |

## Vanjske poveznice
- IMDb - 1941